# Phalantias mussardi
Phalantias mussardi là một loài bọ cánh cứng trong họ Anthicidae. Loài này được Bonadona miêu tả khoa học năm 1982.